# Zangkwartel
De zangkwartel (Dactylortyx thoracicus) is een vogel uit de familie Odontophoridae. De wetenschappelijke naam van de soort is voor het eerst geldig gepubliceerd in 1848 door Gambel.

## Voorkomen
De soort komt voor van het midden van Mexico tot Honduras en telt 11 ondersoorten:
- D. t. pettingilli: zuidoostelijk San Luis Potosí en zuidwestelijk Tamaulipas.
- D. t. thoracicus: noordoostelijk Puebla en centraal Veracruz.
- D. t. sharpei: van Yucatán tot noordelijk Guatemala.
- D. t. paynteri: zuidelijk Quintana Roo.
- D. t. devius: Jalisco.
- D. t. melodus: Guerrero.
- D. t. chiapensis: centraal Chiapas.
- D. t. dolichonyx: zuidelijk Chiapas.
- D. t. salvadoranus: El Salvador.
- D. t. fuscus: centraal Honduras.
- D. t. conoveri: oostelijk Honduras.

## Beschermingsstatus
De totale populatie is in 2019 geschat op 50-500 duizend volwassen vogels. Op de Rode Lijst van de IUCN heeft de soort de status niet bedreigd.